# Сульфид кальция
Сульфид кальция — неорганическое бинарное химическое соединение с формулой CaS.

## Получение
Известен минерал ольдгамит (англ. Oldhamite) состоящий из сульфида кальция с примесями магния, натрия, железа, меди. Кристаллы бледно-коричневого цвета, переходящего в тёмно-коричневый.
Прямой синтез из элементов:
{\displaystyle {\mathsf {Ca+S~{\xrightarrow {150~^{\circ }C}}\ CaS}}}
Реакцией гидрида кальция в сероводороде:
{\displaystyle {\mathsf {CaH_{2}+H_{2}S~\xrightarrow {500{-}600~^{\circ }C} \ CaS+2H_{2}\uparrow }}}
Из карбоната кальция:
{\displaystyle {\mathsf {CaCO_{3}+H_{2}S~\xrightarrow {900~^{\circ }C} \ CaS+H_{2}O+CO_{2}\uparrow }}}
Восстановлением сульфата кальция:
{\displaystyle {\mathsf {CaSO_{4}+3C~\xrightarrow {900~^{\circ }C} \ CaS+2CO\uparrow +CO_{2}\uparrow }}}
{\displaystyle {\mathsf {CaSO_{4}+4CO~\xrightarrow {600{-}800~^{\circ }C} \ CaS+4CO_{2}\uparrow }}}

## Физические свойства
Белые кристаллы, кубическая гранецентрированная решётка типа NaCl (a=0.6008 нм). 
При плавлении разлагается. 
 
В кристалле каждый ион S2− ион окружён октаэдром, состоящим из шести ионов Са2+, в то время как каждый ион Са2+ окружён шестью S2− ионами.

## Химические свойства
При нагревании разлагается на компоненты:
{\displaystyle {\mathsf {CaS\ {\xrightarrow {>2450^{o}C}}\ Ca+S}}}
В воде полностью гидролизуется:
{\displaystyle {\mathsf {CaS+2H_{2}O\ \xrightarrow {} \ Ca(OH)_{2}+H_{2}S\uparrow }}}
Разбавленные кислоты вытесняют сероводород из соли:
{\displaystyle {\mathsf {CaS+2HCl\ \rightarrow \ CaCl_{2}+H_{2}S\uparrow }}}
Концентрированные кислоты-окислители окисляют сероводород:
{\displaystyle {\mathsf {CaS+4HNO_{3}\ \rightarrow \ Ca(NO_{3})_{2}+S+2NO_{2}\uparrow +2H_{2}O}}}
Сероводород — слабая кислота и может вытесняться из солей даже углекислым газом:
{\displaystyle {\mathsf {CaS+CO_{2}+H_{2}O\ \rightarrow \ CaCO_{3}+H_{2}S\uparrow }}}
При избытке сероводорода образуются гидросульфиды:
{\displaystyle {\mathsf {CaS+H_{2}S\ \rightarrow \ Ca(HS)_{2}}}}
Как и все сульфиды, сульфид кальция окисляется кислородом:
{\displaystyle {\mathsf {CaS+2O_{2}\ {\xrightarrow {700-800^{o}C}}\ CaSO_{4}}}}

## Применение
Применяют для приготовления люминофоров, а также в кожевенной промышленности для удаления волос со шкур, также применяется в медицинской промышленности в качестве гомеопатического средства.